# 23228 Nandinisarma
23228 Nandinisarma là một tiểu hành tinh vành đai chính với chu kỳ quỹ đạo là 1296.3434221 ngày (3.55 năm).
Nó được phát hiện ngày 21 tháng 11 năm 2000.